# Akseli Roine
Aksel Nikolai Roine, detto Akseli (11 marzo 1896 – 26 gennaio 1944), è stato un ginnasta finlandese.
Ha partecipato ai Giochi di Parigi 1924, gareggiando in vari eventi di ginnastica artistica, alcuni dei quali disputati assieme al fratello Aarne Roine.